# Alfred D. Chandler junior
Alfred DuPont Chandler, Jr. (* 15. September 1918 in Guyencourt, New Castle County, Delaware; † 9. Mai 2007 in Cambridge (Massachusetts)) war ein US-amerikanischer Wirtschaftshistoriker und Ökonom. Er gilt als Mitbegründer der modernen Unternehmensgeschichte.

## Leben
Chandler wuchs in Buenos Aires auf, wo sein Vater eine amerikanische Eisenbahngesellschaft vertrat. Die Chandlers gehörten zur Elite Neuenglands und hatten familiäre Beziehungen zu den Du Ponts, Besitzer des gleichnamigen Chemiekonzerns. Als Chandler elf Jahre alt war, zog die Familie nach Wilmington, USA. Er studierte Geschichte an der Harvard University und wurde 1940 mit Auszeichnung graduiert. Während des Zweiten Weltkriegs arbeitete er bei der US Navy, wo er Luftbilder interpretierte. Nach einem kurzen Aufenthalt an der University of North Carolina in Chapel Hill, wo er zur Geschichte der Südstaaten arbeitete, kehrte er für eine Dissertation nach Harvard zurück. Das Quellenmaterial für seine Forschung über Henry Varnum Poor, Chandlers Urgroßvater und ein führender Eisenbahngeschäftsanalyst in der 2. Hälfte des 19. Jahrhunderts, war in seiner Familie aufbewahrt worden. 1952 wurde er in Harvard bei Frederick Merk promoviert. Ein anderer seiner Lehrer war der damalige führende amerikanische Soziologe Talcott Parsons.
Von 1950 bis 1963 lehrte er am Massachusetts Institute of Technology MIT. In dieser Zeit forschte er intensiv an neuen Zugängen zur Unternehmensgeschichte. Während seine Dissertation 1956 noch gemäß dem Paradigma der älteren Forschung als Unternehmerbiographie veröffentlicht wurde, legte er 1962 mit „Strategy and Structure“ ein neuartiges Werk vor. Im Fokus standen nicht mehr Unternehmensführer, sondern die Entstehung der Großkonzerne und die Entwicklung ihrer Organisationsstruktur. Exemplarisch stellte er dafür die führenden Konzerne der Auto- (General Motors), der Chemie- (DuPont), und der Ölindustrie Exxon, sowie den Großhändler Sears ins Zentrum. Da es auch den Anspruch hatte, zu erklären, was diese Firmen so erfolgreich machte, gehört die Publikation bis heute zu einem Standardwerk der Managementlehre.
Er lehrte später an der Johns Hopkins University und schließlich ab 1970 als Professor für Unternehmensgeschichte an der Harvard Business School. 1977 veröffentlichte er sein historisches Hauptwerk „The Visible Hand. The Managerial Revolution in American Business“. Es ist eine Untersuchung des Wandels der Unternehmenstypen vom Familienbetrieb zum Großkonzern in den USA im Zeitraum von etwa 1800–1950. In seiner Hauptthese wendet es sich gegen die Auffassung der damals führenden Ökonomen der Chicago-School, dass das westliche Wirtschaftssystem als freie Marktwirtschaft aufzufassen sei, die von Adam Smiths „Invisible Hand“ gesteuert werde. Chandlers Ansicht nach habe der Aufstieg der Großkonzerne im späten 19. Jahrhundert vielmehr dazu geführt, dass die Ressourcenverwertung und die Verteilung der Güter in den Unternehmen von einer Hierarchie von Managern geplant und verwaltet werde. Sie hätten gelernt die Marktkräfte zu antizipieren, und sie damit „überwunden“. 1989 wurde er emeritiert. Er war Gastprofessor an der Oxford University.
Alfred Chandler war Herausgeber der „Harvard Studies in Business History“, Präsident der „Economic History Association“ und der „Business History Conference“. Zudem war er Mitglied der American Philosophical Society (1984) und der American Academy of Arts and Sciences (1971). 1986 wurde er korrespondierendes Mitglied der British Academy.
Seine Lehrbücher zählen bis heute zu den meistzitierten Standardwerken des Faches. Chandler hat in international vergleichenden Studien allgemeine Gesetze der Entwicklung von Großunternehmen formuliert und damit der Betriebswirtschaftslehre wichtige Impulse vermittelt. Die Unternehmensgeschichte hat er in den 1970er Jahren praktisch im Alleingang neu ausgerichtet. Der von ihm entwickelte Zugang bildete bis in die 1990er Jahre das herrschende Paradigma. Seither erfährt es Kritik und Weiterentwicklung.
Für seine Veröffentlichung “The Visible Hand: The Managerial Revolution in American Business” gewann er 1977 den Pulitzer-Preis für Geschichte und den Bancroft Prize. Das Fortune Magazine bezeichnete ihn 2006 als “America’s pre-eminent business historian”.